# Pedofobia
Pedofobia proviene del griego "paidós" (niño) y "phobos" (fobia o miedo) y significa miedo o rechazo a los niños.
Las razones de la pedofobia son difíciles de explicar pero la causa más probable es que el afectado haya tenido un episodio traumático cuando era niño.
Es un miedo anormal y persistente a niños o bebés. La persona afectada sufre episodios de ansiedad aun cuando es consciente de que ese temor no tiene ningún fundamento o sentido. Criar a un niño o tener niños alrededor puede producir ansiedad.